# Heßles
Heßles is een plaats en voormalige gemeente in de Duitse deelstaat Thüringen, en maakt deel uit van de gemeente Fambach in het district Schmalkalden-Meiningen.